# Halina Dordová
Halina Dordová, též Halina Dorda (* 26. ledna 1952 Návsí), je česká politička polské národnosti, po sametové revoluci československá poslankyně Sněmovny lidu Federálního shromáždění za KSČM.

## Biografie
V roce 1976 dokončila studium na lékařské fakultě dnešní Masarykovy univerzity v Brně, obor dětské lékařství.
Ve volbách roku 1992 byla za KSČM, respektive za koalici Levý blok, zvolena do Sněmovny lidu. Ve Federálním shromáždění setrvala do zániku Československa v prosinci 1992.
V senátních volbách roku 1996 kandidovala do horní komory českého parlamentu za senátní obvod č. 73 - Frýdek-Místek, coby kandidátka KSČM. Získala 22 % hlasů, ale nepostoupila do 2. kola. Opětovně se o kandidaturu v tomto obvodu pokusila v senátních volbách roku 1998, ale se ziskem 18 % opět nepostoupila do 2. kola. Za KSČM se neúspěšně pokoušela o zvolení i do krajského zastupitelstva pro Moravskoslezský kraj v krajských volbách roku 2004.
Angažuje se v komunální politice. V komunálních volbách roku 1998 byla zvolena do zastupitelstva obce Návsí za KSČM. Mandát obhájila v komunálních volbách roku 2002, komunálních volbách roku 2006, komunálních volbách roku 2010 i komunálních volbách roku 2014 přičemž v posledně dvou jmenovaných se již neuvádí jako členka KSČM, ale jako osoba bez stranické příslušnosti. Profesně je evidována jako lékařka.